# Ем Монаки
Ем Монаки (фр. Hem-Monacu) насеље је и општина у североисточној Француској у региону Пикардија, у департману Сома која припада префектури Перон.
По подацима из 2011. године у општини је живело 122 становника, а густина насељености је износила 33,33 становника/km². Општина се простире на површини од 3,66 km². Налази се на средњој надморској висини од 52 метара (максималној 112 m, а минималној 42 m).

## Демографија
| 1962. | 1968. | 1975. | 1982. | 1990. | 1999. | 2011. |
| ----- | ----- | ----- | ----- | ----- | ----- | ----- |
| 84    | 85    | 81    | 81    | 96    | 98    | 122   |

График промене броја становника у току последњих година